# Anne-Pierre de Montesquiou-Fézensac
Anne-Pierre de Montesquiou-Fézensac (* 17. Oktober 1739 in Paris; † 30. Dezember 1798 ebenda) war ein französischer Politiker, General, Autor, Übersetzer und Mitglied der Académie française.

## Leben und Werk
Anne-Pierre de Montesquiou entstammte der südfranzösischen Adelsfamilie Montesquiou. Er wuchs am Hof auf, schlug die Militärlaufbahn ein und war mit 29 Jahren Brigadier des Armés du Roi. 1780 wurde er zum Maréchal de camp befördert. Von 1764 bis 1766 ließ er in Mauperthuis auf einem ererbten Gut durch Claude-Nicolas Ledoux ein Schloss (mit Garten) bauen und von Hubert Robert und Alexandre-Théodore Brongniart einen englischen Park anlegen. Ab den 1770er Jahren begeisterte er sich für Literatur und ließ sich 1784 in die Académie française (Sitz Nr. 16) wählen.
1781 errichtete der Architekt Alexandre-Théodore Brongniart den Stadtpalast Hôtel de Montesquiou (seit 2018 Residenz des chinesischen Botschafters).
1789 nahm er als Abgeordneter des Adels an den Generalständen teil, schloss sich dem Dritten Stand an und war vom 13. bis zum 29. März 1791 Präsident der Konstituante. Er verfocht eine Konstitutionelle Monarchie und war die treibende Kraft der Finanzkommission. Vom 13. April bis 7. Oktober 1792 war er Armeekommandant der Armée du Midi, vom 8. Oktober bis 6. November 1792 Kommandant der Armée des Alpes und vom 7. bis 13. November 1792 Kommandant der Armée de Savoie. Da er sich weigerte, Genf mit Gewalt zu besetzen, fiel er in Paris in Ungnade und flüchtete nach Bremgarten AG. Dort blieb er mit Unterstützung durch den Landvogt Johann-Heinrich Hottinger (1734–1808) bis Ende Juli 1795 unter falschem Namen und unter Fernhaltung von den revolutionsfeindlichen Emigranten. Er arbeitete auch mit Adélaïde de Souza zusammen, deren Ehemann in Paris enthauptet worden war und die sich Einfluss auf den Erben der Bourbonen, Louis-Philippe I. erhoffte, der ebenfalls in der Schweiz weilte.
Montesquiou kehrte nach Paris zurück und wurde als Kriegsminister oder Finanzminister gehandelt, bevor er 1798 im Alter von 59 Jahren an den Pocken verstarb. Sein Name ist auf dem Arc de Triomphe verewigt.

## Werke (Auswahl)
- Emilie ou les joueurs. Paris 1787.
  - (deutsch) Emilie, oder: Die Spieler. Ein Lustspiel in fünf Aufzügen. Wolf, Leipzig 1799. (Bearbeiter ist Ludwig Ferdinand Huber.)
- (Übersetzer) Quintin Craufurd: Esquisses de l’histoire, de la religion, des sciences et des moeurs des Indiens, avec un exposé très court de l'état politique actuel des puissances de l’Inde. 1791.
- Mémoire sur les finances. Paris 1792.
- Coup d’oeil sur la Révolution française. Hamburg 1794.
  - (deutsch) Blick auf die Französische Revolution. Norderstedt 2016.
- Du gouvernement des finances de France, d’après les lois constitutionnelles et d’après les principes d’un gouvernement libre et représentatif. Paris 1797.